# Dechen (Mondkrater)
Dechen ist ein kleiner Einschlagkrater am nordwestlichen Rand der Mondvorderseite in der Ebene des Oceanus Procellarum.
Der Kraterrand ist kreisförmig und wenig erodiert.
Dechen hat vier Nebenkrater:
| Buchstabe | Position           | Durchmesser | Link |
| --------- | ------------------ | ----------- | ---- |
| A         | 45,97° N, 65,74° W | 5 km        |      |
| B         | 44,14° N, 64,29° W | 6 km        |      |
| C         | 45,94° N, 69,85° W | 5 km        |      |
| D         | 46,13° N, 60,48° W | 5 km        |      |

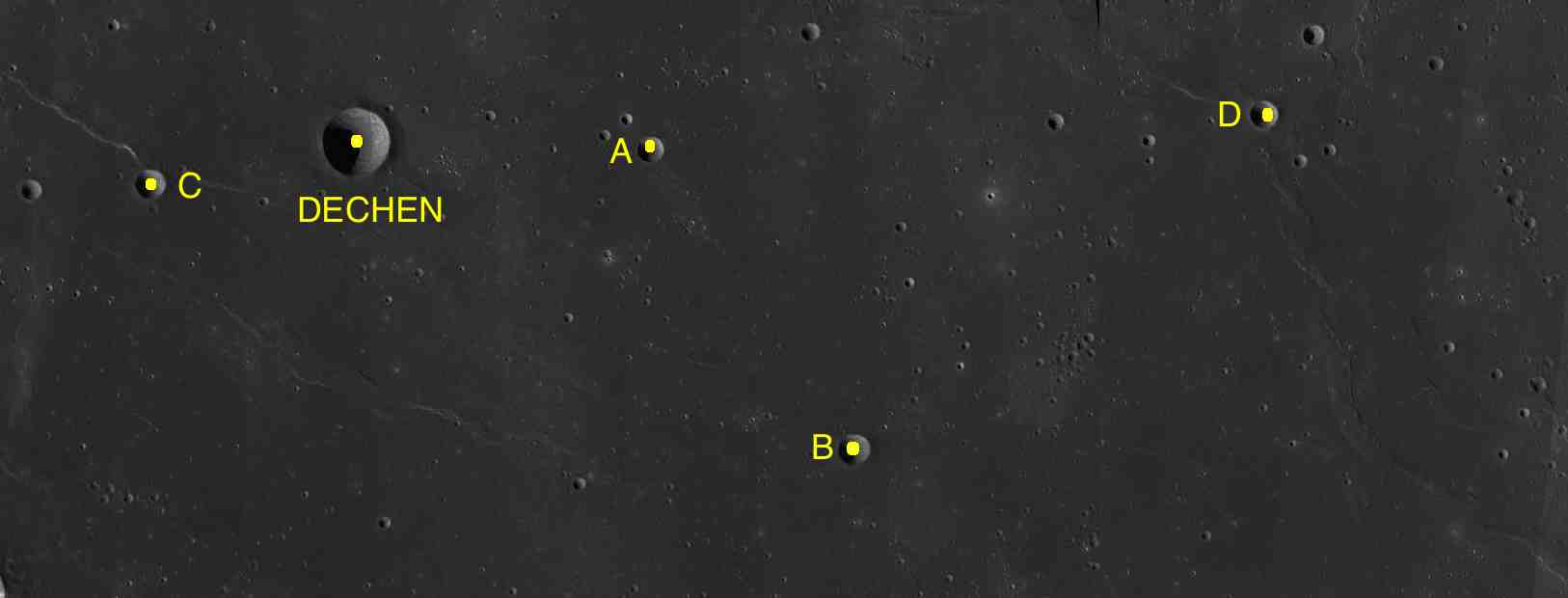
Dechen mit seinen Nebenkratern

Der Krater wurde 1935 von der IAU nach dem deutschen Geologen und Erfinder Ernst Heinrich von Dechen offiziell benannt.